# 比徹 (密歇根州)
比徹（英語：Beecher）是位於美國密歇根州傑納西縣的一個普查規定居民點。

## 人口
根據2020年美國人口普查的數據，比徹的面積為15.28平方千米，當中陸地面積為15.23平方千米，而水域面積為0.05平方千米。當地共有人口8840人，而人口密度為每平方千米578.53人。